# Чиннахойское сельское поселение
Чиннахойское се́льское поселе́ние — муниципальное образование в Итум-Калинском районе Чечни Российской Федерации.
Административный центр и единственный населённый пункт — село Чиннах.

## История
Образовано Законом Чеченской Республики от 14 июля 2008 года № 46-РЗ под наименованием Ушкалойское се́льское поселе́ние, включив одно село Ушкалой. Законом Чеченской Республики от 18 июля 2024 года, оно было переименовано в Чиннахойское сельское поселение. Перед этим Распоряжением Правительства Российской Федерации от 27 мая 2024 года село Ушкалой было переименовано в Чиннах.

## Население
| 2010 | 2012 | 2013 | 2014 | 2015 | 2016 | 2017 |
| ---- | ---- | ---- | ---- | ---- | ---- | ---- |
| 361  | ↗371 | ↗372 | ↗378 | ↗386 | ↗406 | ↗535 |
| 2018 | 2019 | 2020 | 2021 | 2023 | 2024 |      |
| ↘532 | ↗536 | ↘535 | ↗545 | ↗548 | ↗562 |      |